# Банц
Банц (нем. Kloster Banz) — старейший и богатейший монастырь Верхней Франконии, в 1803 году секуляризованный и обращённый в резиденцию младшей линии Виттельсбахов. С 1978 года расположен в черте города Бад-Штаффельштайн, используется фондом политика Ханнса Зайделя как конференц-центр.
Бенедиктинский монастырь, основанный около 1070 года Бертой «Альберадой» фон Швайнфурт (ум. 1103), дочерью герцога Швабии Оттона III и супругой графа фон Кастль, стоял в живописной местности, на берегу Майна. Начиная с XII века этот монастырь постоянно вёл борьбу со своими фогтами и ленными владельцами, приобретал всё большее влияние и достиг высшей степени процветания в XIV веке при аббате Конраде III Редвице, который распорядился, чтобы в послушники принимали только лиц дворянского звания. 

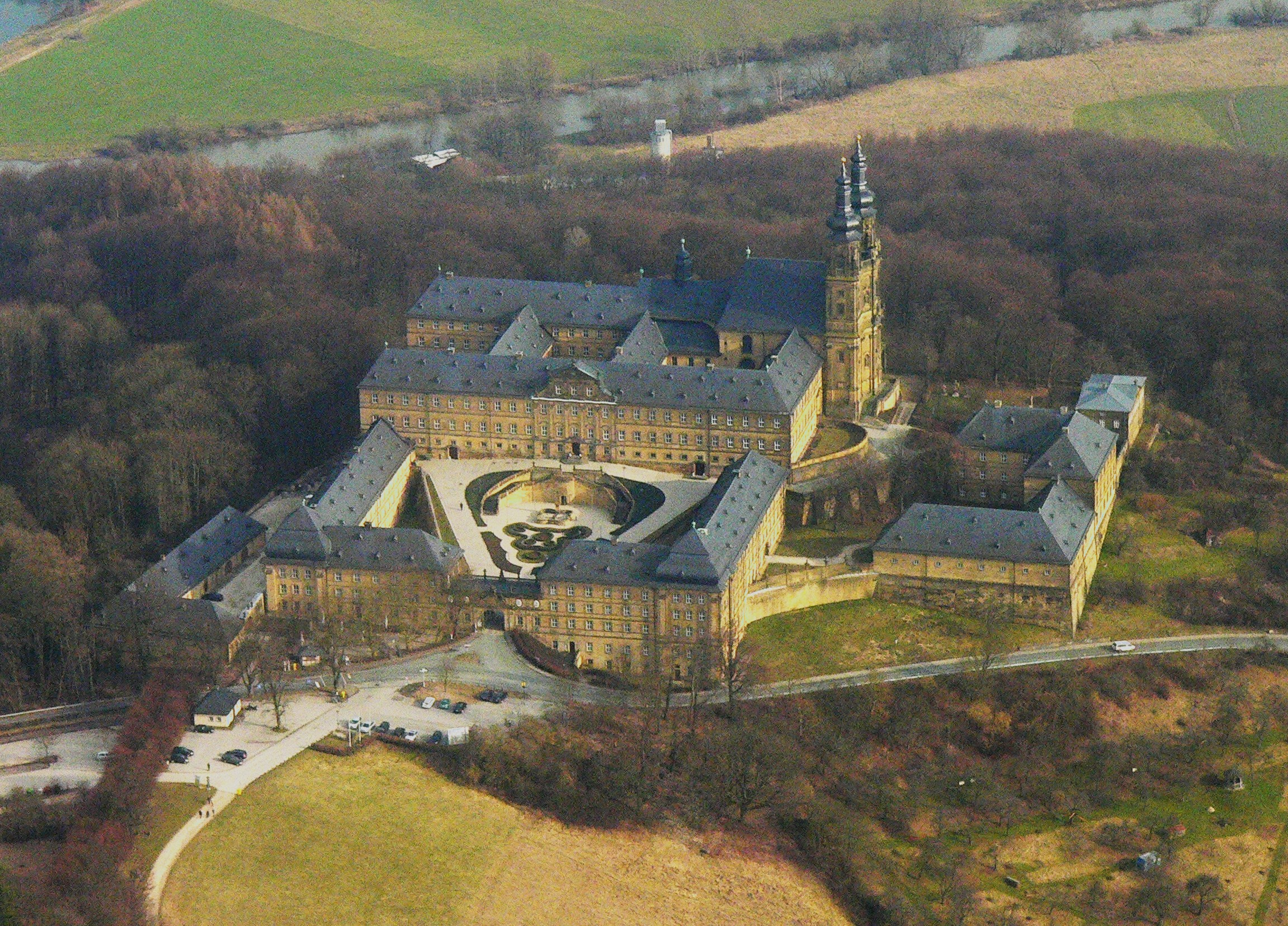
Вид с запада

Во время крестьянской войны в 1525 году монахи были выгнаны из монастыря, а само здание разрушено. Только в 1529 году настоятелю Александру Ротенганскому удалось вновь собрать монахов и устроить общину. Ему монастырь обязан основанием библиотеки. Тем не менее, после его смерти многие монахи перешли в протестантство.
Банцский монастырь был восстановлен в 1575 году Иоганном Буркардтом и Томасом Бахом и снова приобрел значение, пока не наступила Тридцатилетняя война, во время которой он был вторично разрушен до основания.
Ныне существующий ансамбль в стиле барокко воздвигнут в 1698—-1715 годах по проекту братьев Динценхоферов — Иоганна-Леонарда и Иоганна. Из настоятелей XVIII века особенно замечателен Грегор Штумм, восстановивший библиотеку и основавший музей с нумизматическими, естественнонаучными и художественными коллекциями.
Во время массовой секуляризации, сопровождавшей в 1802 году развал Священной Римской империи, монастырь был закрыт, его библиотека перенесена в Бамберг, нумизматическая коллекция в Мюнхен; значительная часть естественнонаучной коллекции была передана в бамбергский музей естествознания, но многие естественнонаучные коллекции, особенно богатые окаменелостями местного происхождения, остались в Банце.
В начале XIX века здание монастыря было приобретено в собственность баварским герцогом Вильгельмом, избравшим его своей летней резиденцией и завещавшим его в 1834 году своему внуку, герцогу Максимилиану. В церкви бывшего монастыря находится гробница их свойственника, наполеоновского маршала Бертье.

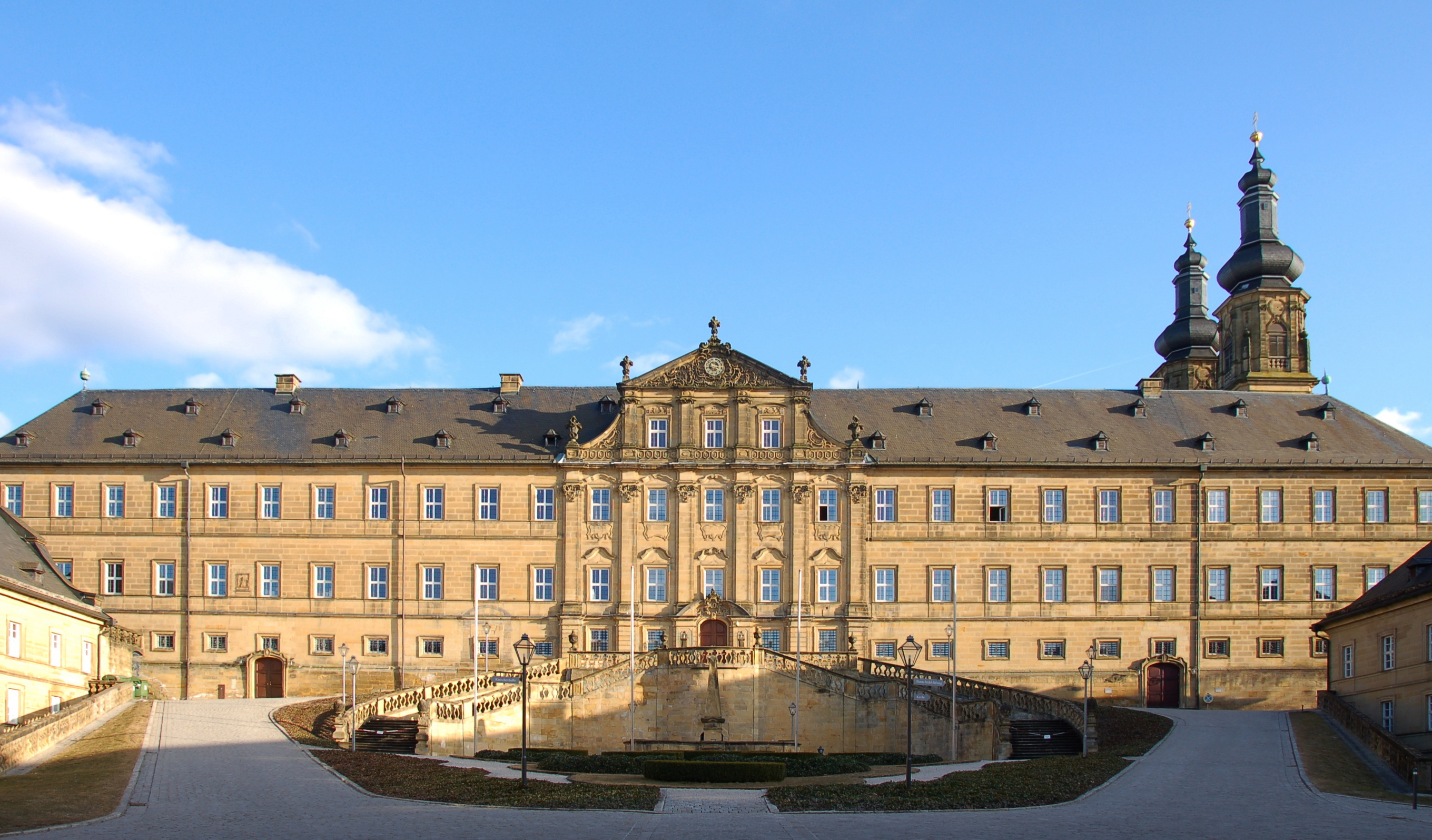
Главное здание
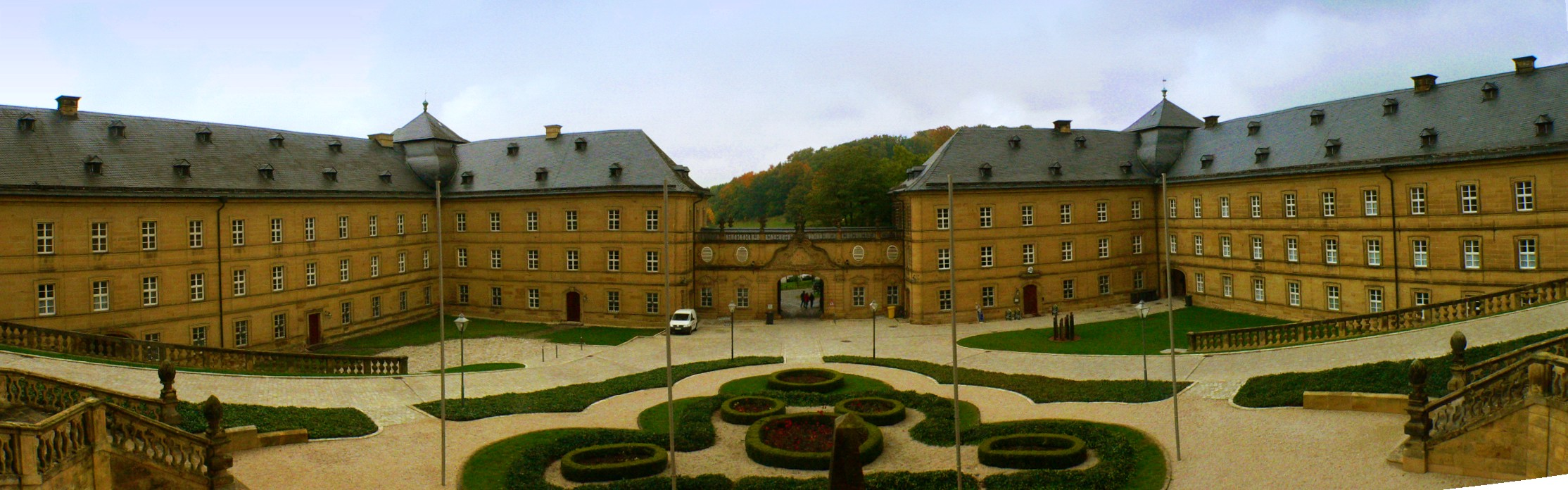
Внутренний двор — панорама со входом
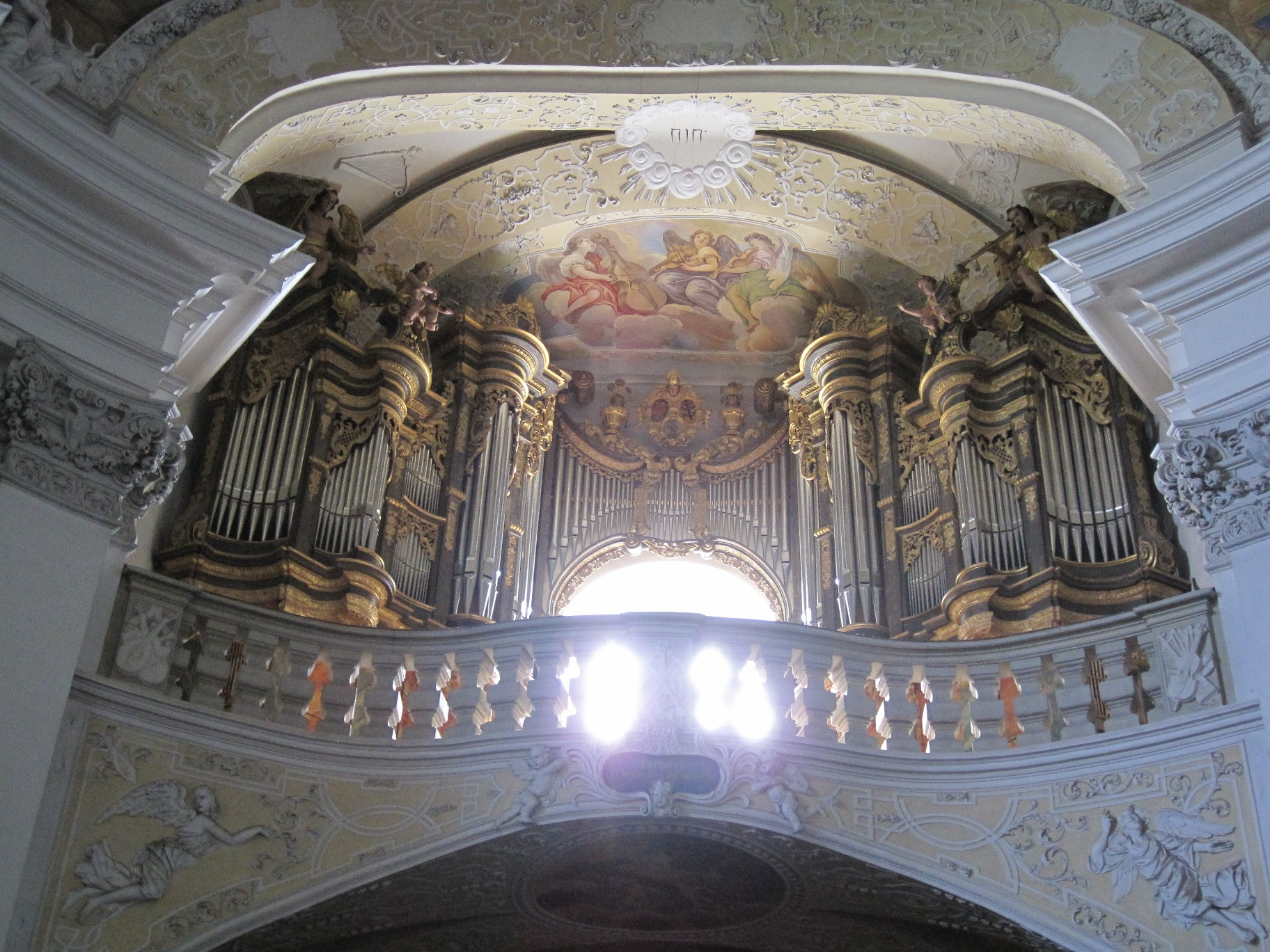
Орган Геральда Вёля[нем.]
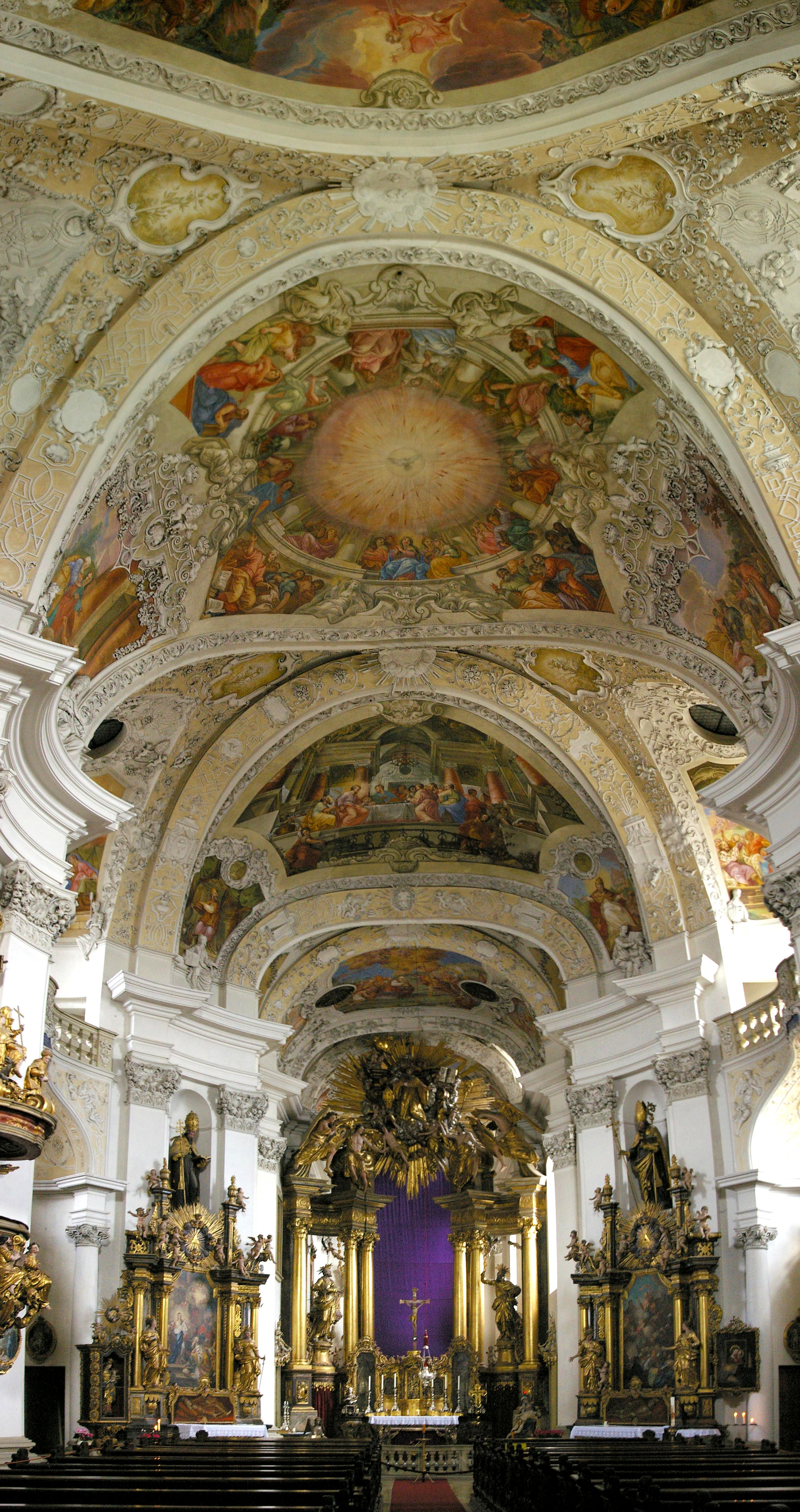
Вертикальная панорама помещения монастырской церкви
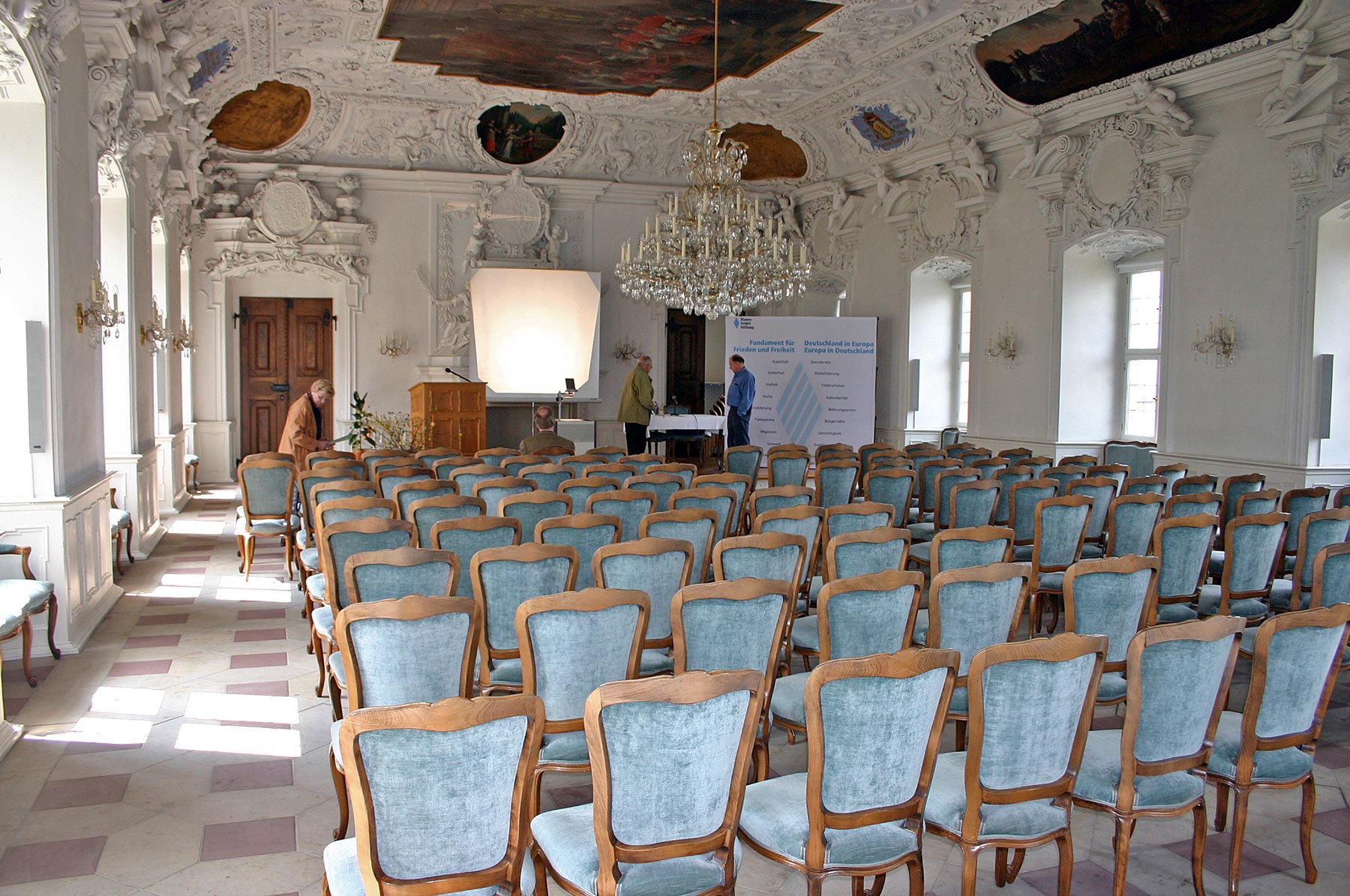
Императорский зал